# Normunds Lasis
Normunds Lasis (* 25. Februar 1985) ist ein ehemaliger lettischer Radrennfahrer.

## Sportliche Laufbahn
Normunds Lasis wurde 2004 Zweiter im Straßenrennen der lettischen Meisterschaft. Daraufhin unterschrieb er einen Vertrag bei dem Continental Team Rietumu Bank-Riga. In seinem ersten Jahr dort konnte er den Prolog bei der Griechenland-Rundfahrt für sich entscheiden. Außerdem wurde er Dritter bei der nationalen Meisterschaft und beim Mayor Cup, den er dann 2006 gewinnen konnte. In der Saison 2007 gewann Lasis ein Teilstück bei Le Triptyque des Monts et Châteaux. 2008 wurde er lettischer Meister im Straßenrennen und gewann drei Etappen der Bulgarien-Rundfahrt. 2009 gewann er das Rennen Banja Luka-Belgrad I. Im selben Jahr beendete er seine Radsportlaufbahn.

## Erfolge
2005
- Prolog Griechenland-Rundfahrt

2006
- Mayor Cup

2007
- eine Etappe Le Triptyque des Monts et Châteaux
- Europameisterschaft – Straßenrennen (U23)

2008
- Riga Grand Prix
- Lettischer Meister – Straßenrennen
- drei Etappen Bulgarien-Rundfahrt

2009
- Banja Luka-Belgrad I

## Teams
- 2005 Rietumu Bank
- 2006 Rietumu Bank-Riga
- 2007 Rietumu Bank-Riga
- 2008 Dynatek-Latvia
- 2009 Cycling Club Bourgas